# Ioánnis Metaxás
Ioánnis Metaxás (em grego:  Ιωάννης Μεταξάς;Ítaca, 12 de abril de 1871 – Atenas, 29 de janeiro de 1941) foi um oficial militar e político grego que foi primeiro-ministro da Grécia de 1936 até sua morte em 1941. Ele governou constitucionalmente durante os primeiros quatro meses de seu mandato e, posteriormente, como um ditador homem-forte do Regime de 4 de Agosto, após sua nomeação pelo Rei Jorge II.
Nascido em uma família aristocrática em Ítaca, Metaxás participou da Guerra Greco-Turca de 1897 e das Guerras Balcânicas (1912–1913), e rapidamente ascendeu na hierarquia do Exército Helênico. Como monarquista durante o Cisma Nacional, Metaxás se opôs, sem sucesso, ao primeiro-ministro Elefthérios Venizélos e à entrada da Grécia na Primeira Guerra Mundial; ele foi exilado na Córsega em resposta em 1917. Ao retornar, Metaxás entrou na política e fundou o Partido dos Livres Pensadores, mas teve sucesso apenas limitado durante a Segunda República Helênica.
Metaxás foi nomeado primeiro-ministro em abril de 1936, um ano após a restauração da monarquia grega. Com o apoio do rei Jorge II, Metaxás iniciou um autogolpe e estabeleceu um regime autoritário, nacionalista e anticomunista. A ideologia associada ao seu governo, o Metaxismo, foi por vezes caracterizada como fascista, embora os estudiosos tenham descrito o seu governo como uma ditadura autoritária-conservadora convencional semelhante à Espanha Franquista ou ao Estado Novo em Portugal.
Metaxás tentou manter a neutralidade grega no início da Segunda Guerra Mundial. Em 28 de outubro de 1940, Metaxás rejeitou um ultimato imposto pelos italianos para se render, comprometendo a Grécia com os Aliados e trazendo o país para a guerra. Ele morreu em janeiro de 1941, antes da invasão alemã e subsequente queda da Grécia.

## Biografia

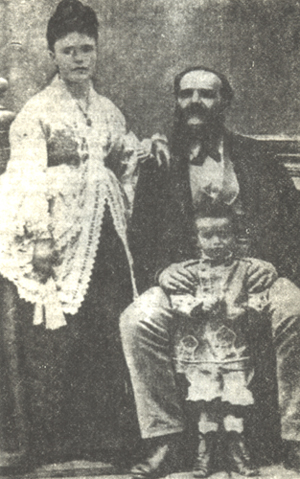
Quando criança com seus pais.

Ioánnis Metaxás nasceu em Ítaca em 1871. Sua família foi inscrita no Livro d'Oro das ilhas Jônicas, anteriormente uma possessão veneziana, embora suas raízes se originassem na nobreza bizantina. A família Metaxás foi incluída no Livro d'Oro no século XVII.  Metaxás tinha muito orgulho de sua família aristocrática, observando que muitos ancestrais dos gregos comuns não eram notáveis o suficiente para serem incluídos no Libro d'Oro.
Após estudos na Academia Militar Helênica, tornou-se oficial militar de carreira, sendo empossado como 2º Tenente de Engenheiros em 10 de agosto de 1890. Ele entrou em ação pela primeira vez na Guerra Greco-Turca de 1897, vinculado ao estado-maior do comandante-chefe grego, o príncipe herdeiro Constantino.
Metaxás tornou-se protegido de Constantino e grande parte de sua ascensão na hierarquia do Exército Helênico foi consequência do patrocínio do príncipe herdeiro. A Grécia era caracterizada por um sistema clientelista na época, e um patrono poderoso na forma de Constantino impulsionou a carreira de Metaxás.
Após a guerra, ele continuou seus estudos militares na Academia de Guerra de Berlim de 1899 a 1903. Metaxás era muito próximo de Constantino e foi pessoalmente escolhido pelo príncipe herdeiro para ir a Berlim. Durante seu tempo na Academia de Guerra, Metaxás recebeu notas consistentemente altas de seus instrutores alemães, com um deles escrevendo que ele era "ein kleiner Moltke" ("um pequeno Moltke " - uma referência à baixa estatura de Metaxás). O tempo de Metaxás na Alemanha fez dele um admirador do militarismo prussiano.
Em seu diário, em março de 1900, ele escreveu: “Não tenho outra ambição senão cumprir meu dever para com meu rei e príncipe herdeiro... Considero o rei o representante do passado, presente e futuro da nação. oposição a ele de qualquer lado que eu rejeite e considero repulsivo". Metaxás também expressou a sua oposição ao "parlamentarismo intemperante" da Grécia, preferindo o sistema autoritário alemão onde o Chanceler era responsável perante o Imperador, e não o Reichstag. Ao retornar em 1904, ingressou no recém-formado Corpo de Estado-Maior. Ele fez parte do processo de modernização do exército grego antes das Guerras dos Balcãs (1912–1913). No entanto, ele se opôs ao golpe de Goudi. Para Metaxás, o golpe representou um ataque a tudo o que ele valorizava porque a Liga Militar por trás do golpe se opôs a Constantino e aos outros príncipes que ocupavam posições de comando.

### Guerras Balcânicas

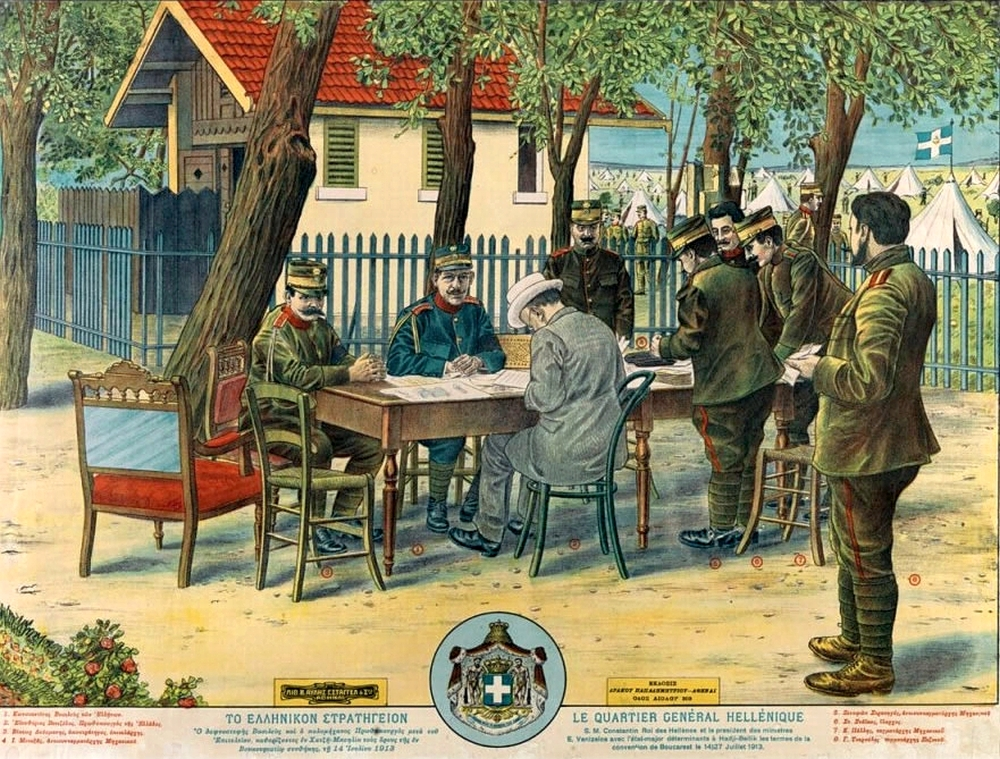
Litografia grega durante as Guerras dos Balcãs representando Metaxas (no fundo da mesa) com o Rei Constantino, o PM Venizelos e outros oficiais nos QGs do Exército.

Em 1910, Metaxás foi nomeado pelo primeiro-ministro Elefthérios Venizélos, que também havia assumido o cargo de Ministro dos Assuntos Militares, como seu ajudante. Venizélos nomeou Metaxás como parte de um esforço de reaproximação com a monarquia. Apesar dos esforços de Venizélos para chegar, Metaxás opôs-se fortemente à sua decisão de ter uma missão militar francesa chegando para treinar o exército grego, e quase renunciou em protesto. Em 1912, pouco antes das Guerras Balcânicas, Venizélos nomeou Metaxás para negociar o tratado militar entre a Grécia e a Bulgária, enviando-o para Sófia. Ele participou da Primeira Guerra dos Balcãs como capitão do estado-maior de operações do Exército da Tessália, antes de ingressar em Venizélos como especialista militar na Conferência de Londres de 1912–1913, em dezembro de 1912.  Em maio de 1913, como plenipotenciário militar, negociou os termos militares da Aliança Greco-Sérvia.
Ele participou da Segunda Guerra dos Balcãs quando foi promovido a tenente-coronel. Após o fim das Guerras dos Balcãs, foi nomeado diretor da 1ª Direção (de Operações) do Serviço de Estado-Maior do Exército e tornou-se vice-chefe do Serviço de Estado-Maior em janeiro de 1915. Em outubro de 1913, foi agraciado pelo Rei com a Cruz de Ouro do Redentor.

### Crise Greco-Turca de 1914
Na primavera e no verão de 1914, a Grécia viu-se num confronto com o Império Otomano sobre o estatuto das ilhas orientais do Egeu, que tinham sido ocupadas pela Grécia na Primeira Guerra dos Balcãs, e foram finalmente concedidas à Grécia em 31 de janeiro de 1914 por as Grandes Potências.  Os otomanos recusaram-se a aceitar isso, levando a uma corrida armamentista naval entre os dois países e a perseguições aos gregos na Ásia Menor. Em 29 de maio, o governo grego emitiu um protesto oficial à Sublime Porta, ameaçando ruptura de relações e até guerra, se as perseguições não parassem.
Em 6 de junho de 1914, Metaxás, como chefe de facto do Serviço de Estado-Maior, apresentou um estudo sobre as opções militares contra o Império Otomano: a manobra mais decisiva, um desembarque de todo o exército grego na Ásia Menor, era virtualmente impossível devido a a hostilidade com a Bulgária; em vez disso, Metaxás propôs a ocupação repentina da Península de Galípoli, sem uma declaração prévia de guerra, a limpeza dos Dardanelos, e a ocupação de Constantinopla de modo a forçar os otomanos a negociar. Contudo, no dia anterior, o governo otomano havia sugerido conversações mútuas, e a tensão diminuiu o suficiente para que o primeiro-ministro Venizélos e o grão-vizir otomano, Said Halim Paxá, se reunissem em Bruxelas em julho.

### Primeira Guerra Mundial e o Cisma Nacional
Após a eclosão da Primeira Guerra Mundial, surgiu a perspectiva de uma possível entrada da Grécia na guerra, especialmente dada a obrigação de fornecer assistência militar à Sérvia com base na Aliança Greco-Sérvia. Em 12 de julho de 1914, o governo sérvio solicitou a ajuda da Grécia seguindo os termos da aliança, no caso de um ataque austríaco e búlgaro. A Grécia rejeitou o pedido alegando que a Sérvia se comprometeu a fornecer 150 000 soldados na área de Gevgelija para se proteger contra um ataque búlgaro; além disso, se a Grécia enviasse o seu exército para combater os austríacos ao longo do Danúbio, isso apenas incitaria um ataque búlgaro contra ambos os países, restando forças insuficientes para se opor a ele.

#### Conflito com Venizélos sobre a entrada da Grécia na guerra
Um pedido alemão em 14 de julho para se juntar às Potências Centrais foi rejeitado por Venizélos e pelo rei Constantino, mas em 1 de agosto, Venizélos sondou as Potências da Entente, Grã-Bretanha, França e Rússia. Os governos da Entente foram indiferentes às propostas de Venizélos, uma vez que esperavam atrair a Bulgária para o seu lado, oferecendo mesmo concessões territoriais às custas da Sérvia, Grécia e Romênia. A Rússia, em particular, considerou que os seus interesses seriam mais bem servidos se a Grécia permanecesse neutra. 
Em 19 de Novembro, a Sérvia reiterou o seu pedido de assistência grega, apoiada pela Entente. Venizélos pediu a Metaxás uma avaliação da situação; a opinião deste último era que sem a entrada simultânea da Romênia na guerra ao lado dos Aliados, a posição da Grécia era demasiado arriscada. Na sequência da recusa firme da Romênia em ser envolvida no conflito nesta altura, a proposta foi rejeitada.
Em 11 de janeiro de 1915, os britânicos ofereceram à Grécia "concessões territoriais significativas na Ásia Menor" se ela entrasse na guerra para apoiar a Sérvia e em troca da satisfação de algumas das demandas territoriais búlgaras na Macedônia (Kavala, Drama e Crisoupolis) em troca para a entrada da Bulgária na guerra ao lado da Entente.
Venizélos argumentou a favor da proposta, mas Metaxás discordou, por razões que expôs num memorando de 20 de janeiro: os austríacos provavelmente derrotariam o exército sérvio antes que uma mobilização grega pudesse ser concluída, a Bulgária provavelmente flanquearia quaisquer forças gregas. lutando contra os austríacos, enquanto uma intervenção romena não seria decisiva. Metaxás considerou que mesmo que a Bulgária aderisse à Entente, ainda assim não seria suficiente para alterar o equilíbrio na Europa Central e recomendou a presença de quatro corpos de exército aliados na Macedónia como a força mínima necessária para qualquer ajuda substancial aos gregos e sérvios. Além disso, Metaxás argumentou que a entrada da Grécia na guerra exporia mais uma vez os gregos da Ásia Menor às represálias turcas. Venizelos rejeitou este relatório e recomendou a entrada na guerra num memorando ao rei, desde que a Bulgária e a Roménia também aderissem à Entente. Nessa altura, porém, era claro que a Bulgária estava a alinhar-se com as Potências Centrais e a determinação da Roménia em permanecer neutra levou o governo grego a recusar novamente. 
No entanto, em fevereiro de 1915, começou o ataque da Entente a Galípoli. Venizélos decidiu oferecer um corpo de exército e toda a frota grega para ajudar a Entente, fazendo uma oferta oficial a 16 de fevereiro, apesar das reservas do rei. Isso fez com que Metaxás renunciasse no dia seguinte em protesto, baseando seu argumento na perda do elemento surpresa, na fortificação do estreito, no fato de que um único corpo de exército era insuficiente para alterar o equilíbrio de forças e na postura incerta da Bulgária. Metaxás insistiu que a campanha tinha sido mal conduzida até agora e que mesmo que a Entente capturasse Galípoli, os turcos ainda colocariam em campo 12 divisões na Trácia Oriental.  Abalado pela renúncia de Metaxás, Venizélos convocou reuniões do Conselho da Coroa (o rei, Venizélos e os ex-primeiros-ministros vivos) em 18 e 20 de fevereiro, mas eles se mostraram indecisos. O rei Constantino decidiu manter o país neutro, após o que Venizélos apresentou a sua demissão em 21 de fevereiro de 1915. 
Venizélos venceu as eleições de maio de 1915, e formou um novo governo em 17 de agosto. Quando a Bulgária assinou um tratado de aliança com a Alemanha e se mobilizou contra a Sérvia, Venizélos ordenou uma contra-mobilização grega (10 de setembro de 1916). Como parte da mobilização, Metaxás foi chamado de volta ao serviço ativo como vice-chefe de gabinete. Depois que Venizélos tolerou o desembarque de tropas britânicas e francesas em Salônica para ajudar o exército sérvio em colapso, Venizélos apresentou ao Parlamento o seu caso de participação na guerra, garantindo 152 votos a favor e 102 contra numa votação durante as primeiras horas de 22 de setembro. No dia seguinte, porém, o rei Constantino demitiu Venizélos e convocou Aléxandros Zaímis para formar um governo.

#### Reservistas e Noemvriana
Esta rejeição solidificou a divisão entre monarquistas e venizelistas, criando o “Cisma Nacional” que seria uma peça central da política grega durante décadas. 
Em maio e agosto de 1916, Constantino e o Estado-Maior permitiram que Forte Roupel e partes da Macedônia Oriental fossem ocupadas, sem oposição, pelas Potências Centrais (Alemanha e Bulgária), como contrapeso à presença Aliada em Salônica. Isto causou a ira popular, especialmente na Macedónia grega e entre os oficiais venizelistas.
Em agosto de 1916, oficiais venizelistas lançaram uma revolta na cidade de Salônica, no norte da Grécia, que resultou no estabelecimento de um "Governo de Defesa Nacional" separado sob Venizélos. O novo governo, com o apoio dos Aliados, expandiu o seu controlo sobre metade do país e entrou na guerra ao lado dos Aliados. 
Enquanto isso, o estado oficial grego e o governo real permaneceram neutros. O rei Constantino e Metaxás foram acusados de serem pró-alemães pelos seus oponentes venizelistas. No entanto, continuaram a negociar com os Aliados uma possível entrada ao seu lado. 
Metaxás foi mais tarde o criador e chefe das forças paramilitares monarquistas Epistratoi (reservistas) durante os eventos Noemvriana em Atenas. Quando os franceses/britânicos desembarcaram em Atenas e exigiram a entrega de bens materiais igualmente perdidos para o Forte Rupel (como garantia da neutralidade da Grécia), encontraram resistência. Em junho de 1917, sob pressão aliada, o rei Constantino foi deposto, Alexandre tornou-se rei e Venizélos chegou ao poder, declarando guerra oficialmente em nome de todo o país em 29 de junho de 1917.

## Exílio e carreira política entreguerras

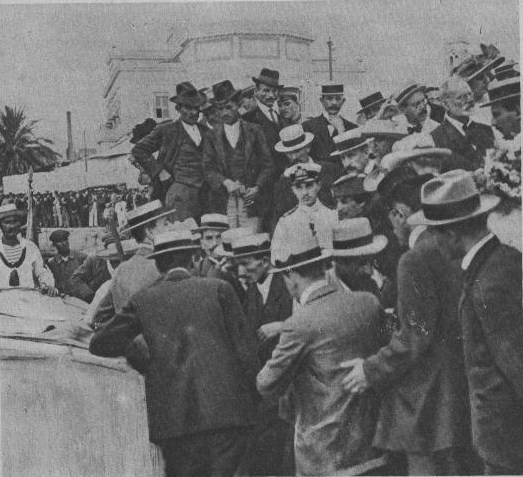
Metaxas e outros oponentes políticos de Venizélos vão para o exílio, verão de 1917

Com a chegada de Venizélos ao poder no verão de 1917, Metaxás, juntamente com outros antivenizelistas notáveis, foram exilados para a Córsega, de onde fugiu para a Sardenha (com Gounaris e Pesmazoglou) e mais tarde encontrou-se com sua família em Siena, Itália, enquanto o rei Constantino com a família real partiu para a Suíça. Em janeiro de 1920, Metaxás foi condenado à morte à revelia por seu papel na Noemvriana.
Retornou à Grécia em novembro de 1920, após a derrota eleitoral de Elefthérios Venizélos. Ele foi reintegrado no exército com o posto de major-general, mas como se opôs à continuação da campanha grega na Ásia Menor, renunciou e se aposentou em 28 de dezembro de 1920. Ele declarou o seguinte sobre a ocupação grega da Anatólia em Venizélos: "O estado grego não está hoje pronto para o governo e a exploração de um território tão extenso". Posteriormente, ele rejeitou repetidamente a liderança militar do exército grego oferecida a ele por Constantino. Como soldado, Metaxás argumentou que a Grécia não tinha capacidade logística nem recursos económicos para apoiar um exército no interior da Anatólia, e a decisão do seu patrono, o rei Constantino, de continuar a guerra contra a Turquia causou uma rixa entre os dois.
Após a derrota das forças gregas na Ásia Menor, o rei Constantino foi novamente forçado ao exílio pela Revolução de 11 de Setembro de 1922, liderada pelo coronel Nikólaos Plastíras. Metaxás entrou na política e fundou o Partido dos Livres Pensadores em 12 de outubro de 1922.
No entanto, sua associação com a fracassada tentativa de golpe do monarquista Leonardopoulos-Gargalidis em outubro de 1923 o forçou a fugir do país novamente. Logo depois, o rei Jorge II (filho de Constantino I) também foi forçado ao exílio. A monarquia foi abolida e a Segunda República Helênica foi proclamada, em março de 1924.
Metaxás regressou à Grécia pouco depois, declarando publicamente a sua aceitação do regime da República. Apesar de um começo promissor e de seu status como um dos políticos monarquistas mais proeminentes, a incursão de Metaxás na política não foi muito bem-sucedida. Nas eleições de 1926, o seu Partido dos Livres Pensadores obteve 15,8% dos votos e 52 assentos no Parlamento, colocando-o quase no mesmo nível do outro principal partido monarquista, o Partido Popular. Como resultado, Metaxas tornou-se Ministro das Comunicações no "governo ecumênico" formado por Aléxandros Zaímis.
No entanto, lutas internas no partido e a saída de muitos membros mergulharam o partido para 5,3% e um único assento nas eleições de 1928. As eleições de 1932 e 1933 viram a percentagem cair para 1,6%, embora o partido ainda tenha devolvido três deputados, e Metaxás tornou-se Ministro do Interior no gabinete de Panagís Tsaldáris. Metaxás era considerado o mais intransigente e extremo de todos os políticos monarquistas e a sua hostilidade aberta ao governo parlamentar como inútil talvez pudesse explicar o relativo fracasso da sua carreira parlamentar. Em 1933, mesmo o Partido Populista oficialmente monarquista passou tacitamente a aceitar a república tanto quanto os liberais, pois tanto os líderes populistas quanto os liberais queriam um sistema que garantisse a possibilidade de uma mudança ordenada e o Estado de direito, e o apelo de Metaxás por algo semelhante uma monarquia absoluta o colocou fora da corrente principal da política grega.  Em 1933, houve uma tentativa fracassada de assassinato contra Venizelos, que Metaxas elogiou em seu jornal Hellenki, expressando pesar apenas pelo fracasso da tentativa.  Os supostos assassinos nunca foram presos, mas a posição editorial de Metaxás levou a suspeitas generalizadas, tanto na época como desde que ele esteve envolvido, embora nenhuma evidência definitiva tenha surgido.
Em 1 de março de 1935, em Salônica, houve uma tentativa de golpe de estado por parte de oficiais venizelistas, aparentemente devido ao ritmo lento da investigação sobre a tentativa de assassinato, que quase teve sucesso. Salônica, juntamente com o resto da Macedônia grega, absorveu a maior parte dos cerca de 1,3 milhões de gregos expulsos da Turquia na troca obrigatória de população de 1923, e a maioria dos refugiados vivia em extrema pobreza, com aqueles que viviam em áreas rurais ganhando a vida colhendo tabaco.
O colapso dos preços internacionais do tabaco durante a Grande Depressão reduziu ainda mais as condições de vida e a Macedônia foi a região da Grécia mais atingida pela Depressão. Como foi sob a liderança do Rei Constantino que a Grécia foi derrotada em 1922, os refugiados tendiam a ser muito hostis em relação à Casa de Glücksburg e Salônica era conhecida como um "focinho do republicanismo".
O golpe fracassado, com as suas conotações de agitação social e protesto, alarmou a elite grega e levou a uma guinada para a direita entre a elite, embora não entre o povo grego. Como resultado do golpe fracassado, os liberais passaram a ser vistos pela elite como o partido da insurgência e do caos, enquanto muitos populistas assustados com a perspectiva de uma revolução apoiavam o ponto de vista de Metaxás.
Em resposta aos receios do empobrecido povo grego que se levantava numa revolução, Metaxás apelou a uma "nova ordem" fascista na Grécia, argumentando que a Grande Depressão provou o fracasso da democracia e que o fascismo era a solução. Sob pressão dos monarquistas recém empoderados e mais extremistas como Metaxás, Tsaldáris anunciou pela primeira vez a sua intenção de realizar um referendo sobre a restauração da monarquia.
Nas eleições de 1935, cooperou em união com outros pequenos partidos monárquicos, devolvendo sete deputados, desempenho repetido nas eleições de 1936.
Tsaldáris convocou eleições antecipadas em 1935 como forma de adiar a pressão para a realização de um referendo sobre a restauração da monarquia, e a sua vitória decisiva numa eleição boicotada naquele momento pelos liberais pareceu fortalecer a sua posição. Na região do Peloponeso, que era o centro tradicional do monarquismo grego, o partido de Metaxás teve um desempenho ruim, mas obteve 20% dos votos em Atenas, principalmente em bairros de classe média e alta, já que os ricos consideravam Metaxás o melhor. homem para "impor a ordem" à Grécia.
Quando o Ministro da Guerra, General Geórgios Kondílis, até então republicano e um dos fundadores da Primeira República Helênica em 1924, se pronunciou a favor da restauração da monarquia em 3 de julho de 1935, desmoralizou os republicanos e os republicanos mais oportunistas começaram a desertou para o campo monarquista, embora Metaxás tenha obtido poucos benefícios eleitorais. Kondílis declarou-se um admirador da Itália Fascista e da Alemanha Nazista, e baseou o seu apelo para acabar com a república que ele próprio ajudou a fundar sob o argumento de que a restauração da monarquia deslocaria permanentemente o centro de gravidade política na Grécia para a direita.
Sob forte pressão de Kondílis, Tsaldáris finalmente levou a legislação necessária para um referendo à votação no plenário do parlamento em 10 de julho de 1935. De junho a outubro de 1935, houve uma atmosfera de crise na Grécia quando o Exército foi expurgado de oficiais venizelistas, surgiram rumores de golpes sendo planejados, Metaxás falou abertamente sobre a possibilidade de uma guerra civil e a maioria dos políticos temia ser pego no perdedor. lado, à medida que alianças eram rapidamente feitas e desfeitas. A atmosfera de crise contribuiu para uma onda de greves e protestos por todo o país, tanto nas zonas urbanas como rurais, enquanto os desempregados exigiam reformas sociais que abordassem a Grande Depressão. Apesar da sua impopularidade junto do povo grego, a partir de agosto de 1935 os políticos começaram a visitar abertamente o antigo rei Jorge II no seu exílio em Londres para lhe assegurar a sua lealdade. Em 8 de outubro de 1935 e 10 de outubro de 1935, o Ministro das Relações Exteriores Dimítrios Máximos, que estava em Genebra participando de uma sessão da Liga das Nações, telefonou para George para lhe dizer que Tsaldáris estava preparando uma resolução do Conselho Nacional apelando a uma monarquia constitucional.
Em ambas as chamadas telefónicas, Máximos pediu a Jorge que se comprometesse publicamente a obedecer à resolução do Conselho Nacional que lhe pedia que se comportasse estritamente como um monarca constitucional que defenderia a democracia e o Estado de direito. Em ambas as vezes, Jorge recusou, alegando que, como rei, estava acima dos "procedimentos" e governaria a Grécia da maneira que quisesse. Em 10 de outubro de 1935, o "General do Trovão", como era conhecido Kondílis, realizou um golpe de estado em nome de um "comitê revolucionário" que depôs Tsaldáris. Em 3 de novembro de 1935, a monarquia foi restaurada e Jorge regressou à Grécia para recuperar a sua coroa. A Embaixada Americana em Atenas informou que a opinião pública estava firmemente contra o rei e que seria um "milagre" para Jorge manter o seu trono novamente, uma vez que lhe faltava qualquer apoio popular.

## Primeiro-Ministro e o Regime de 4 de agosto

Emblema da Organização Nacional da Juventude.

Depois de um plebiscito fortemente fraudado, Jorge II voltou a assumir o trono em 1935. A extensão da fraude eleitoral pode ser vista no facto de Creta, a terra natal de Venizélos, uma ilha que era bem conhecida pelo seu republicanismo, ter obtido 50.655 votos para a restauração da monarquia e apenas 1.276 votos para a manutenção da república, um número que foi amplamente considerado na época tão ridículo. Em 11 de dezembro de 1935, o rei encontrou-se com Ernst Eisenlohr, o enviado alemão em Atenas, que no seu relato da conversa o lembrou que a Alemanha era o maior parceiro comercial da Grécia e que:
"o facto de um equilíbrio activo constante a favor da Grécia, resultante da troca de mercadorias, tornou possível à Grécia obter mercadorias da Alemanha que ela não poderia comprar a outros países por falta de fornecimentos suficientes de divisas. Ao discutir as mudanças económicas, procurei deixar claro ao Rei que a Grécia não poderia viver sem os seus clientes alemães e que, em particular, uma redução ou cessação das nossas compras de tabaco deve conduzir ao empobrecimento dos camponeses macedónios e, portanto, a graves distúrbios na política interna grega [ênfase no original]. A promoção cuidadosa destas relações (entre a Alemanha e a Grécia) era, portanto, tanto um imperativo político como um imperativo econômico."
Para permanecer nas boas graças do Reich, Eisenlohr disse ao rei que ele deveria "vincular as forças armadas à sua pessoa e, assim, fornecer-se um baluarte confiável para seu trono nas correntes em constante mudança da política interna"; embora Eisenlohr não tenha mencionado Metaxás pelo nome, está claro que ele era o "baluarte confiável" em que queria que o rei confiasse. Na altura, o ministro dos Negócios Estrangeiros romeno, Nicolae Titulescu, procurava ligar a Pequena Entente da Tchecoslováquia, Romênia e Iugoslávia ao Pacto dos Balcãs da Iugoslávia, Romênia, Grécia e Turquia, ao qual Eisenlohr se opôs veementemente, dizendo que queria que o rei nomeasse como primeiro-ministro, alguém amigo da Alemanha que vetaria o plano de Titulescu, que visava construir uma aliança contra a Alemanha.
Após as eleições de 26 de janeiro de 1936, os venizelistas e anti-venizelistas não puderam formar um governo, principalmente devido à questão do retorno dos oficiais democráticos do movimento de 1935 ao exército. Nas eleições de 1936, os venizelistas conquistaram 141 assentos enquanto os populistas leais a Tsaldáris conquistaram 72 assentos, outra facção dos populistas leais a Ioánnis Theotókis conquistou 38 assentos, os seguidores de Kondílis conquistaram 12 assentos e o partido Eleftherofrones de Metaxás conquistou apenas 7 assentos, tornando Metaxás em termos eleitorais, o mais fraco dos líderes de direita. A maior surpresa das eleições de 1936 foi o avanço do Partido Comunista da Grécia (KKE), que conquistou 15 assentos, desencadeando uma reação histérica na direita de que isto pressagiava uma revolução comunista, à medida que se manifestavam os receios de que as grandes massas de desempregados se uniria ao KKE.
Em 1935, o Comintern ordenou aos partidos comunistas de todo o mundo que se envolvessem em “frentes populares” contra o fascismo, aliando-se a outros partidos de esquerda. Seguindo as ordens do Comintern, o KKE declarou-se a favor de uma “frente popular” para unir todos os partidos de esquerda contra o fascismo e apelou a uma aliança com os venizelistas.
Confrontados com um parlamento dividido igualmente entre a esquerda e a direita, os liberais iniciaram negociações para o apoio comunista a um governo liberal. O chefe do Estado-Maior do Exército, General Aléxandros Papagós, disse ao rei que o Exército levaria a cabo um golpe de estado imediato se os Liberais fizessem uma aliança com o KKE, dizendo que nunca permitiria que os Comunistas formassem um governo ou mesmo ter qualquer papel no governo.
Contrariamente às expectativas, Jorge não tomou partido nas eleições de 1936 e permaneceu neutro, comportando-se pela primeira vez como um monarca constitucional. O rei esperava que os liberais perdessem e, com os venizelistas formando o maior bloco no Parlamento, enfrentou exigências de que os oficiais venizelistas demitidos em 1935 fossem reapresentados, o que levou a advertências dos partidos de direita de que o rei corria o risco de ser enviado para exilar-se novamente se algum dos oficiais demitidos receber suas comissões novamente.  Houve uma raiva considerável nos círculos de direita contra o rei por "empilhar" a eleição em favor dos Venizelistas (ou seja, ser neutro), e o rei foi confrontado com uma situação em que os seus apoiantes leais estavam prestes a virar-se contra ele. Tsaldáris queria chegar a um acordo sobre a questão dos oficiais Venizelistas, concordando que alguns teriam suas comissões devolvidas, mas Theotókis era contra qualquer acordo e, portanto, era uma disputa entre Tsaldáris vs. anti-Venzelistas que realmente paralisaram o parlamento.
Embora Kondílis tenha sido fundamental na restauração da monarquia em 1935, George desconfiava muito dele, pois não havia esquecido que foi Kondylis quem o depôs e exilou em 1924. Jorge pensava muitas vezes que, se quisesse desempenhar o papel do rei Vítor Emanuel III, queria que o seu Mussolini fosse um homem leal à monarquia, o que excluiu Kondílis e levou o rei a recorrer a Metaxás.
Numa série de iniciativas, o Rei Jorge II conseguiu desempenhar um papel decisivo na formação do cenário político. Em 5 de março, Jorge II nomeou Metaxás Ministro da Defesa, cargo no qual permaneceria até sua morte em 1941. O significado político desta nomeação foi grande, uma vez que Metaxás não era apenas um monarquista dedicado, mas um dos poucos políticos que apoiou abertamente a imposição de um regime autoritário e não parlamentar na Grécia.
Em 14 de março, o governo Demertzís tomou posse e Ioannis Metaxas foi nomeado vice-presidente do governo e Ministro da Defesa. Demertzís morreu repentinamente em 13 de abril. Nesse mesmo dia, o rei nomeou Metaxás primeiro-ministro. A primeira ação de Metaxás foi anunciar a sua oposição ao plano de Titulescu, afirmando que se opunha à aliança da Grécia com qualquer potência não-balcânica, o que matou o plano de Titulescu que exigia a aprovação unânime de todos os estados do Pacto dos Balcãs. Após o fracasso dos Venizelistas em chegar a um acordo com os partidos anti-Venizelistas, o governo Metaxás obteve um voto de confiança da Câmara do Parlamento em 27 de abril com 241 votos a favor, 4 abstenções e 16 contra. Três dias depois, a Câmara do Parlamento resolveu e suspendeu os seus trabalhos por cinco meses, autorizando o governo a emitir decretos legislativos sobre todos os assuntos, com o acordo de uma comissão parlamentar que nunca funcionou. A nomeação de Metaxás como primeiro-ministro causou uma onda de greves em todo o país, sendo a Macedónia o centro dos protestos e greves. Em 29 de Abril de 1936, os produtores de tabaco da Macedónia entraram em greve para protestar contra a sua nomeação e em 9 de maio começou uma greve geral em Salônica.

A agitação industrial generalizada deu a Metaxás justificativa para declarar o estado de emergência em 4 de agosto de 1936 com a desculpa do "perigo comunista". Com o apoio do rei, suspendeu o parlamento indefinidamente e suspendeu vários artigos da constituição que garantiam as liberdades civis. Num discurso de rádio nacional, Metaxás declarou que, durante o estado de emergência, deteria "todo o poder de que preciso para salvar a Grécia das catástrofes que a ameaçam". O regime criado a partir deste autogolpe ficou conhecido como “Regime de 4 de Agosto” após a data da sua proclamação.
A Grécia desde o 4 de agosto tornou-se um Estado anticomunista, um Estado antiparlamentar, um Estado totalitário. Um Estado baseado nos seus agricultores e trabalhadores, e portanto antiplutocrático. É claro que não existe um partido específico para governar. Este partido é todo o Povo, exceto os comunistas incorrigíveis e os velhos partidos políticos reacionários.  – Ioánnis Metaxás
A propaganda do regime apresentava Metaxas como “o Primeiro Camponês”, “o Primeiro Trabalhador” e “o Pai Nacional” dos Gregos. Metaxás adotou o título de Arkhigos, palavra grega para "líder" ou "chefe", e reivindicou uma "Terceira Civilização Helênica", seguindo a Grécia antiga e o Império Bizantino Cristão da Idade Média. A propaganda estatal retratou Metaxás como um “Salvador da Nação”, trazendo unidade a um país dividido.

### Políticas internas

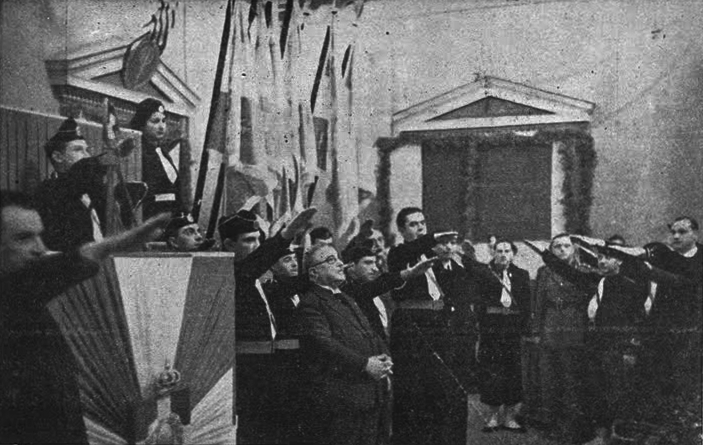
Membros da Organização Nacional Grega da Juventude (EON) saúdam Ioannis Metaxas.

Modelando seu regime em outros governos autoritários europeus da época (mais notavelmente Itália Fascista), Metaxás proibiu partidos políticos (incluindo o seu próprio), proibiu greves e introduziu censura generalizada da mídia. A unidade nacional seria alcançada através da abolição do anterior sistema político parlamentar, que foi visto como tendo deixado o país no caos (ver Cisma Nacional). Metaxás não gostava dos antigos partidos do cenário político, incluindo os conservadores tradicionais.
Juntamente com o antiparlamentarismo, o anticomunismo formou a segunda grande agenda política do regime de 4 de agosto. O Ministro da Segurança, Konstantínos Maniadákis rapidamente se infiltrou e praticamente dissolveu o Partido Comunista da Grécia, apreendendo os seus arquivos e prendendo o líder comunista Nikos Zachariádis. O próprio Metaxás tornou-se Ministro da Educação em 1938 e reescreveu todos os textos escolares para se adequarem à ideologia do regime.
A supressão do comunismo foi seguida por uma campanha contra a literatura "anti-grega" considerada perigosa para o interesse nacional. A queima de livros teve como alvo autores como Goethe, Shaw e Freud, e vários escritores gregos.
Arthur Koestler, que visitou Atenas em 1938, observou que até mesmo a “A República” de Platão estava na lista de livros proibidos de Metaxás – o que, na opinião de Koestler, tornou a ditadura de Metaxás "estúpida e também cruel". Naquela época, Koestler reuniu-se secretamente com membros da oposição clandestina, ouvindo deles "histórias horríveis de brutalidade policial, especialmente o caso de tortura indescritível infligida a uma jovem que era comunista".  Houve rumores sobre o uso de óleo de rícino em presos políticos, tal como na Itália Fascista.
Tentando construir um estado corporativista e garantir o apoio popular, Metaxás adotou ou adaptou muitas das instituições da Itália Fascista: um Serviço Nacional de Trabalho, a jornada de trabalho de oito horas, melhorias obrigatórias nas condições de trabalho e o Instituto de Seguro Social (em grego:  Ίδρυμα Κοινωνικών Ασφαλίσεων, IKA), ainda a maior instituição de segurança social da Grécia. 
Em termos de simbolismo, foram introduzidas a saudação romana e o duplo machado minóico, o lábris. Ao contrário de Mussolini, porém, Metaxás carecia do apoio fornecido por um partido político de massas; na verdade, ele se posicionou deliberadamente como estando acima da política. A única organização de massas do regime era a Organização Nacional da Juventude (EON), cuja literatura e revistas eram promovidas nas escolas. Ao longo de seu governo, o poder de Metaxás baseou-se principalmente no exército e no apoio do rei Jorge II.

### Política externa e a guerra com a Itália

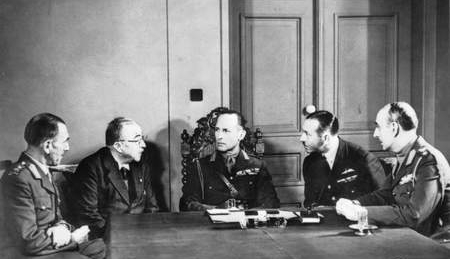
Ioánnis Metaxás com Jorge II da Grécia e Aléxandros Papagós durante uma reunião do Conselho de Guerra Anglo-Grego.

Muitas vezes, acredita-se erroneamente que Metaxas seguiu uma postura neutra na política externa, tentando equilibrar a Grã-Bretanha e a Alemanha, ou que ele tinha uma política pró-alemã. No entanto, como provaram estudos recentes, a Grécia sob Metaxás continuou a ser um aliado próximo da Grã-Bretanha, e ele nunca pretendeu adoptar uma política pró-Eixo. Além disso, a política externa do regime foi determinada principalmente por Jorge II da Grécia, que tinha laços estreitos com o governo britânico.
Desde o incidente de Corfu em 1923, os gregos consideravam a Itália o principal inimigo e, enquanto a Itália e a Alemanha estavam divididas pela Questão Austríaca, Metaxás via a Alemanha como um contrapeso à Itália. O historiador britânico Donald Cameron Watt descreveu Metaxás como vivendo "em um mundo paranóico" e convencido de que a Grã-Bretanha estava buscando sua derrubada e vendo conspirações contra ele em todos os lugares. O surgimento do "Eixo Roma-Berlim" em 1936 perturbou muito os cálculos de Metaxás e forçou-o a reavaliar os alinhamentos da política externa da Grécia, embora ele continuasse a esperar por um tempo que a Alemanha restringisse a Itália nos Bálcãs. No final da década de 1930, tal como aconteceu com os outros países dos Balcãs, a Alemanha tornou-se o maior parceiro comercial da Grécia.
Para quebrar o domínio alemão dos Bálcãs, os britânicos concordaram em lançar uma "ofensiva econômica" nos Bálcãs em novembro de 1938, mas a questão de saber se a Grã-Bretanha deveria comprar a colheita de tabaco grega levou a muito debate dentro do governo britânico à medida que foram feitas objecções. que os fumadores britânicos, habituados ao tabaco canadiano e americano, não deveriam ter de fumar tabaco grego. O próprio Metaxas tinha uma reputação de germanófilo que remonta aos seus estudos na Alemanha e ao seu papel no Cisma Nacional. A literatura do regime elogiou outros estados autoritários europeus, especialmente os de Francisco Franco, Benito Mussolini e Adolf Hitler. Em outubro de 1938, Metaxás pediu a Michael Palairet, o ministro britânico em Atenas, uma aliança na esperança de que os britânicos o rejeitassem, como fizeram, o que justificaria a neutralidade grega se outra guerra mundial estourasse.
No entanto, os acontecimentos levaram gradualmente Metaxás a inclinar-se para a França e a Grã-Bretanha. O Rei Jorge e a maior parte das elites do país eram firmemente anglófilos, e a predominância da Marinha Real Britânica no Mediterrâneo não podia ser ignorada por um país marítimo como a Grécia. Além disso, os objectivos expansionistas da Itália de Mussolini levaram a Grécia a inclinar-se para a aliança franco-britânica.  Em 4 de Abril de 1939, a Itália anexou a Albânia e Mussolini comprometeu 20 divisões para ocupar a Albânia, o que representava muito mais homens do que o necessário para ocupar uma nação pequena como a Albânia.
Metaxás convenceu-se de que uma invasão italiana da Grécia era iminente. Em 8 de abril de 1939, Metaxas convocou Palairet para uma reunião à meia-noite para lhe dizer que a Grécia lutaria até a morte se a Itália invadisse, e pediu ajuda britânica. O facto de a Alemanha ter apoiado a anexação da Albânia pela Itália mostrou que Hitler apoiava as ambições italianas nos Balcãs, o que deixou Metaxas sem outra escolha senão recorrer à Grã-Bretanha como contrapeso à Itália. Em 13 de abril de 1939, o primeiro-ministro britânico Neville Chamberlain, discursando na Câmara dos Comuns, e o primeiro-ministro francês, Édouard Daladier, discursando na Câmara dos Deputados, anunciaram uma garantia conjunta anglo-francesa da Roménia e da Grécia. No mesmo dia, Sir Hughe Knatchbull-Hugessen, o embaixador britânico na Turquia, pediu aos turcos que iniciassem conversações de pessoal com os gregos para que pudessem ajudar a Grécia no caso de uma invasão italiana. Embora a Grécia tenha declarado neutralidade em setembro de 1939, a aceitação da "garantia" anglo-francesa por Metaxás em abril de 1939 associou a Grécia aos Aliados.
Em relação à Turquia, Metaxás deu continuidade à política de amizade e boas relações iniciada por Venizélos. A presença e as ambições italianas no Mar Egeu não lhe deixaram outra escolha. No dia da morte de Atatürk, Metaxás enviou uma carta e um discurso de condolências.
Os esforços de Metaxás para manter a Grécia fora da guerra foram desfeitos quando Mussolini exigiu direitos de ocupação de locais estratégicos gregos. Quando o embaixador italiano Emanuele Grazzi visitou a residência de Metaxás e apresentou estas exigências na noite de 28 de outubro de 1940, Metaxás respondeu sucintamente em francês (a língua da diplomacia), Alors, c'est la guerre ("Então é guerra"). Uma história popular, promovida pela viúva de Metaxas, Lela, foi que ele simplesmente contou a Grazzi "Ochi!" ("Não!") e a imagem de Metaxás gritando "ochi! "Após a apresentação do ultimato italiano, o anteriormente impopular primeiro-ministro se tornou um herói nacional.
Poucas horas depois, a Itália invadiu a Grécia a partir da Albânia e iniciou a Guerra Greco-Italiana. No dia seguinte, Metaxás convocou uma entrevista coletiva privada. Afirmou aos jornalistas para terem cuidado com as notícias durante a guerra, que as potências do Eixo não poderiam vencer a guerra e que a Grécia estaria do lado dos vencedores. Ele disse que até então seguiu uma política de neutralidade (assim como o rei Constantino durante a Primeira Guerra Mundial), mas após o ataque italiano à Grécia, tem que seguir a política de Venizélos.
O Exército Helênico montou uma defesa bem-sucedida e uma contraofensiva subsequente que forçou os italianos a recuar, ocupando grande parte do sul da Albânia, que era geralmente referido pelos gregos como "Épiro do Norte". Em abril de 1941, a Alemanha invadiu a Grécia para ajudar a Itália.

## Morte e legado
Metaxás nunca viu a invasão conjunta ítalo-alemã da Grécia durante a Batalha da Grécia por causa de sua morte em Atenas em 29 de janeiro de 1941, do que foi descrito, de várias maneiras, como câncer de garganta ou um abscesso na garganta ou um flegmão faríngeo que posteriormente levou à toxemia incurável. Os gregos, no entanto, continuam a celebrar o Dia do Não em 28 de outubro em memória de sua recusa ao ultimato italiano naquele dia em 1940.
Ele foi sucedido por Aléxandros Korizís. Após a morte de Metaxás, as forças invasoras tiveram que levar em conta as fortificações construídas por Metaxas no norte da Grécia. Estas fortificações foram construídas ao longo da fronteira búlgara e eram conhecidas como Linha Metaxás. Até a junta militar grega de 1967–1974, Metaxás foi homenageado como patriota e líder da guerra contra a Itália. Durante a junta, com excepção de um pequeno número de apoiantes do seu regime (nomeadamente a organização proibida "4 de agosto") e de poucos membros do governo, não foram realizados grandes projetos em homenagem a Metaxás. Alguns bustos de Metaxás foram colocados em pequenas cidades e na periferia de Atenas, principalmente após iniciativas locais.
A ideia de erigir uma estátua de Metaxas no centro de Atenas não foi aceite pelo governo e Geórgios Papadópulos, que preferiu identificar-se com Elefthérios Venizélos, inaugurou em Atenas uma grande estátua deste último. Nos últimos anos da junta, alguns funcionários locais menores do regime, decepcionados com as medidas de liberalização planeadas por Papadópulos, ergueram bustos de Metaxás em algumas cidades, a fim de perturbar Papadópulos. Entretanto, durante e pouco depois da ditadura, construiu-se uma imaginária ligação ideológica entre a junta de 1967 e o regime de Metaxás e o fascismo, através de livros e obras de arte, como os livros de Spyros Linardatos sobre o regime de 4 de agosto (1965 e 1966) e o filme Dias de 36 de Theo Angelopoulos. Este conceito foi adotado pela luta antiditatorial e teve um impacto profundo na produção histórica subsequente. Um grupo de resistência explodiu um busto de Metaxás num subúrbio do Pireu em 1972. O conceito se tornou popular depois de 1974.
A micro-história das estátuas de Metaxás é examinada por Kouki K. e Antoniou D. num estudo sobre a construção de uma semelhança ideológica entre Metaxás, a junta de 1967 e o fascismo na história grega moderna.